# Kobiele Wielkie (gemeente)
De gemeente Kobiele Wielkie is een landgemeente in het Poolse woiwodschap Łódź, in powiat Radomszczański.
De zetel van de gemeente is in Kobiele Wielkie.
Op 30 juni 2004 telde de gemeente 4431 inwoners.

## Oppervlakte gegevens
In 2002 bedroeg de totale oppervlakte van gemeente Kobiele Wielkie 101,85 km², waarvan:
- agrarisch gebied: 63%
- bossen: 27%

De gemeente beslaat 7,06% van de totale oppervlakte van de powiat.

## Demografie
Stand op 30 juni 2004:
| Omschrijving                   | Totaal | Totaal | Vrouwen | Vrouwen | Mannen | Mannen |
| ------------------------------ | ------ | ------ | ------- | ------- | ------ | ------ |
| eenheid                        | aantal | %      | aantal  | %       | aantal | %      |
| inwoners                       | 4431   | 100    | 2224    | 50,2    | 2207   | 49,8   |
| bevolkingsdichtheid (inw./km²) | 43,5   | 43,5   | 21,8    | 21,8    | 21,7   | 21,7   |

In 2002 bedroeg het gemiddelde inkomen per inwoner 1311,3 zł.

## Plaatsen
Babczów, Biestrzyków Mały, Biestrzyków Wielki, Brzezinki, Bukienka, Cadów, Cadówek, Cieszątki, Dudki, Gorgoń, Hucisko Przybyszowskie, Hucisko Małokobielskie, Huta Drewniana, Huta Drewniana-Kolonia, Jasień, Kamionka, Karsy, Katarzynów, Kobiele Małe, Kobiele Małe-Kolonia, Kobiele Wielkie, Łazy, Łowicz, Nadrożne, Nowy Widok, Olszynki, Orzechów, Orzechówek, Podświerk, Posadówka, Przyborów, Przybyszów, Przydatki Przybyszowskie, Rozpęd, Stary Widok, Świerczyny, Ujazdówek, Wola Rożkowa, Wrony, Wymysłów, Zrąbiec.

## Aangrenzende gemeenten
Gidle, Kodrąb, Masłowice, Radomsko, Wielgomłyny, Żytno